# Home Sweet Home (Mötley Crüe)
Home Sweet Home è un singolo dei Mötley Crüe, uscito il 26 ottobre 1985 per l'Elektra.
Il disco contiene la ballata Home Sweet Home (omonima quinta traccia dell'album Theatre of Pain del 1985) e Red Hot (già presente nell'album del 1983 Shout at the Devil).
Nel 2014 è stata indicata come l'ottava più grande power ballad di tutti i tempi da Yahoo! Music.

## Tracce
1. Home Sweet Home (Lee, Neil, Sixx) 03:55
2. Red Hot (Mars, Neil, Sixx) 03:21